# Juan Manuel Asensi
Juan Manuel Asensi Ripoll [xwaŋ manuˈel aˈsensi riˈpoʎ] (* 23. September 1949 in Alicante) ist ein ehemaliger spanischer Fußballspieler.

## Spielerkarriere
Asensi begann seine Karriere beim FC Elche, wo er vier Jahre seiner Karriere verbrachte. 1970 wechselte er zum FC Barcelona, bei dem er seine erfolgreichste Zeit erlebte. Er gewann einen spanischen Meistertitel und zwei spanische Pokale. Darüber hinaus gewann er 1979 den Europapokal der Pokalsieger. Im Finale gegen Fortuna Düsseldorf spielte Asensi durch. Seine Karriere ließ er schließlich von 1981 bis 1983 in Mexiko ausklingen.
Juan Manuel Asensi war Teil des spanischen Aufgebots bei den Olympischen Spielen 1968, wo seine Mannschaft das Viertelfinale erreichte.
Er spielte zudem 41 Mal für die spanische A-Nationalmannschaft und erzielte sieben Tore. Er nahm an der WM 1978 in Argentinien (Spanien schied in der Gruppenphase aus) und an der EM 1980 in Italien teil (ebenfalls Aus in der Gruppenphase).

## Erfolge
- Spanische Meisterschaft: 1973/74
- Spanischer Pokal: 1970/71, 1977/78
- Europapokal der Pokalsieger: 1978/79
- Teilnahme an einer WM: 1978 (3 Einsätze/1 Tor)
- Teilnahme an einer EM: 1980 (2 Einsätze)
- Teilnahme an den Olympischen Sommerspielen 1968